# Janko muzicantul
Janko muzicantul este o nuvelă scrisă de Henryk Sienkiewicz și publicată în 1879.